# Syzygium occidentale
Syzygium occidentale är en myrtenväxtart som först beskrevs av Thomas Fulton Bourdillon, och fick sitt nu gällande namn av D.N.Gandhi. Syzygium occidentale ingår i släktet Syzygium och familjen myrtenväxter. IUCN kategoriserar arten globalt som sårbar. Inga underarter finns listade i Catalogue of Life.